# Alfredo Pizzoni
Alfredo Pizzoni (Crémone, 20 février 1894 – Milan, 3 janvier 1958) fut un politicien italien. Il présida le Comité de libération nationale de l'Italie du Nord, dès sa fondation et jusqu'à la fin de la guerre de libération.

## Biographie

### Études, carrière militaire et politique

Médaille d'argent de la valeur militaire, en Italie

Fils du général Paolo Pizzoni, le début de la Première Guerre mondiale le force à interrompre ses études secondaires. Il devient officier d'infanterie et sera décoré d'une médaille d'argent de la valeur militaire. Après une période d'emprisonnement en Autriche, il fait partie du Corps expéditionnaire international en Palestine, en tant qu'officier de liaison.
Après avoir étudié à Oxford et à Londres, il obtient un diplôme de jurisprudence à Pavie en 1920. Il est ensuite employé par le Credito Italiano de Milan, où il entamera une brillante carrière dans le domaine de la banque. En 1922 il épouse Barbara Longa, surnommée Ninì, qui lui donnera cinq enfants : Paolo, Franca, Emma, Maria Grazia et Pietro. Après l'arrivée au pouvoir de Mussolini, il se rapproche du groupe antifasciste Giustizia e Libertà. Il subit alors d'importantes vexations dans son travail. En 1933, cédant aux pressions de son épouse, il prend la carte du Parti national fasciste. Bien que son statut de banquier lui permette d'échapper à la mobilisation durant la Seconde Guerre mondiale, il se porte volontaire en 1940. Comme Major d'infanterie, il est à nouveau décoré, cette fois de la médaille de bronze de la valeur militaire. Il est démobilisé en 1942 pour des raisons de santé, et réintègre son poste de banquier à Milan.

### La direction du CLNAI
Le 8 septembre 1943, après l'annonce officielle de l'Armistice de Cassibile, Alfredo Pizzoni, bien qu'il n'appartienne à aucun parti politique, est nommé président du Comité de libération nationale de la Lombardie, qui deviendra en 1944 le CLNAI (Le Comité de libération nationale de l'Italie du Nord). Son expérience fait de lui l'homme idéal pour occuper ce poste car Pizzoni, antifasciste convaincu et militaire expérimenté, possède une solide connaissance des milieux bancaires et financiers lombards, ce qui est essentiel pour pouvoir organiser le financement interne de la résistance. Pizzoni possède également une connaissance approfondie de l'anglais, ce qui représentait un atout dans les discussions avec les représentants des forces alliées. Pendant deux ans, Pizzoni coordonne les ressources humaines, les finances et l'organisation de la résistance.
Le 7 septembre 1944, dans la Salle Royale du Grand Hôtel de Rome, en compagnie de Giancarlo Pajetta, de Ferruccio Parri et d'Edgardo Sognode, Pizzoni ratifie les Accords de Rome avec les Alliés, en particulier avec le SACMED (le Haut Commandement Allié pour la Méditerranée), représenté par le général Henry Maitland Wilson.
Ces accords, en plus de reconnaître le rôle joué par le CLNAI au sein de la Résistance en Italie pendant la Seconde Guerre mondiale, permettent de financer cette dernière grâce à un prêt de 160 millions de lires par mois (un prêt qui sera remboursé par le Gouvernement Italien à partir de janvier 1945). L'accord assure la pleine collaboration du CLNAI avec les Alliés, garantit la survie du mouvement de résistance et établit les bases de sa légitimité politique plus que militaire.

### Le retrait de la vie publique
Tout de suite après la Libération, le 27 avril 1945, Alfredo Pizzoni est remplacé à la tête du CLNAI par Rodolfo Morandi, candidat de la délégation du Parti Socialiste italien pour l'unité prolétaire (PSIUP). Pizzoni retourne à ses occupations de banquier, devenant président du Credito Italiano.
Son rôle dans la Résistance est rapidement oublié. Entre 1945 et 1948, il rédige ses mémoires, qu'il confie à ses enfants en leur demandant expressément de ne les publier qu'au moins vingt-cinq ans après sa mort.
Ils sont édités par Einaudi en 1993, avec une préface de l'historien italien spécialiste de la période fasciste Renzo De Felice. Les trois-mille exemplaires de cet ouvrage ne seront cependant jamais mis en vente. La Maison d'édition Il Mulino les réédite en livre de poche en 1995.

## Publications
- Pizzoni, Alfredo, Alla guida del CLNAI, Bologne, Il Mulino, 1995 (ISBN 978-88-15-04837-0)

## Sources
- (it) Cet article est partiellement ou en totalité issu de l’article de Wikipédia en italien intitulé « Alfredo Pizzoni » (voir la liste des auteurs).